# 뇌터 환
환론에서 뇌터 환(Noether環, 영어: Noetherian ring)은 아이디얼들이 오름 사슬 조건을 만족하는 환이다. 대략, 체 위의 유한 개의 변수에 대한 다항식환처럼, "지나치게 크지 않은" 환을 뜻한다.

## 정의

### 뇌터 가군
범주 {\displaystyle {\mathcal {C}}} 속의 대상 {\displaystyle X\in {\mathcal {C}}}의 부분 대상들의 부분 순서 집합 {\displaystyle \operatorname {Sub} (X)}가 오름 사슬 조건을 만족시킨다면, {\displaystyle X}를 뇌터 대상(영어: Noetherian object)이라고 한다.:146
환 {\displaystyle R} 위의 왼쪽 가군 {\displaystyle _{R}M}에 대하여, 다음 두 조건이 서로 동치이며, 이를 만족시키는 왼쪽 가군을 왼쪽 뇌터 가군(영어: left Noetherian module)이라고 한다.
- {\displaystyle M}은 왼쪽 가군 범주 {\displaystyle _{R}\operatorname {Mod} } 속의 뇌터 대상이다. 즉, {\displaystyle M}의 부분 가군들의 격자 {\displaystyle \operatorname {Sub} (M)}가 오름 사슬 조건을 만족시킨다.[2]:20
- {\displaystyle M}의 모든 부분 가군이 유한 생성 가군이다. 즉, 임의의 부분 가군 {\displaystyle N\subseteq M}에 대하여 {\displaystyle N=Rm_{1}+\cdots +Rm_{k}}인 {\displaystyle m_{1},\dots ,m_{k}\in M}이 존재한다.[2]:20, (1.18)

오른쪽 뇌터 가군(영어: right Noetherian module) 역시 마찬가지 조건을 만족시키는 오른쪽 가군으로 정의할 수 있다.
가환환 위의 가군의 경우, 왼쪽·오른쪽 가군의 구분이 없으므로, 두 개념이 서로 일치한다.

### 뇌터 환
환 {\displaystyle R}에 대하여 다음 조건들이 서로 동치이며, 이를 만족시키는 환을 왼쪽 뇌터 환(영어: left Noetherian ring)이라고 한다.
- {\displaystyle _{R}R}는 뇌터 왼쪽 가군이다. (즉, 왼쪽 아이디얼들의 부분 순서 집합은 오름 사슬 조건을 만족시킨다. 또는, 모든 왼쪽 아이디얼은 유한 생성 아이디얼이다.)
- 모든 {\displaystyle R}-유한 생성 왼쪽 가군은 뇌터 가군이다.[2]:21, Proposition 1.21
- {\displaystyle R}-왼쪽 아이디얼들로 구성된, 공집합이 아닌 임의의 집합은 (부분 집합 관계에 대하여) 적어도 하나 이상의 극대 원소를 갖는다.[2]:19
- (배스-파프 정리 영어: Bass–Papp theorem) {\displaystyle R}의 단사 왼쪽 가군들의 귀납적 극한은 단사 왼쪽 가군이다.[3]:80–81, Theorem 3.46
- (배스-파프 정리) {\displaystyle R}의 단사 왼쪽 가군들의 임의의 (무한 또는 유한) 직합은 단사 왼쪽 가군이다.[3]:80–81, Theorem 3.46
- (배스-파프 정리) {\displaystyle R}의 가산 개의 단사 왼쪽 가군들의 직합은 단사 왼쪽 가군이다.[3]:80–81, Theorem 3.46

마찬가지로 오른쪽 뇌터 환(영어: right Noetherian ring)을 정의할 수 있다. 왼쪽 뇌터 환이자 오른쪽 뇌터 환인 환을 (양쪽) 뇌터 환(영어: (two-sided) Noetherian ring)이라고 한다.
가환환의 경우, 다음 조건들이 서로 동치이며, 이를 만족시키는 환을 뇌터 가환환(영어: Noetherian commutative ring)이라고 한다.
- 왼쪽 뇌터 환이다.
- 오른쪽 뇌터 환이다.
- 양쪽 뇌터 환이다.
- 그 스펙트럼 {\displaystyle \operatorname {Spec} R}는 뇌터 스킴이다.[4]:83, Proposition II.3.2
- 그 스펙트럼 {\displaystyle \operatorname {Spec} R}는 국소 뇌터 스킴이다.
- (코언 정리 영어: Cohen’s theorem) 모든 소 아이디얼 {\displaystyle {\mathfrak {p}}\in \operatorname {Spec} R}이 유한 생성 아이디얼이다.[5]

### 뇌터 스킴
스킴 {\displaystyle X}에 대하여 다음 두 조건이 서로 동치이며, 이를 만족시키는 스킴을 국소 뇌터 스킴(局所-, 영어: locally Noetherian scheme)이라고 한다.
- 뇌터 가환환들의 스펙트럼들로 구성된 열린 덮개가 존재한다.[4]:83
- 모든 아핀 열린집합은 뇌터 가환환의 스펙트럼이다.[4]:83, Proposition II.3.2[6]:58, Exercise 2.3.16

스킴 {\displaystyle X}에 대하여 다음 두 조건이 서로 동치이며, 이를 만족시키는 스킴을 뇌터 스킴(영어: Noetherian scheme)이라고 한다.
- 뇌터 가환환들의 스펙트럼으로 구성된 유한 열린 덮개가 존재한다.[4]:83
- 국소 뇌터 스킴이며, (위상 공간으로서) 콤팩트 공간이다.

## 성질

### 뇌터 가군의 성질
환 {\displaystyle R} 위의 왼쪽 가군 {\displaystyle _{R}M} 및 그 부분 가군 {\displaystyle N\subseteq M}에 대하여, 다음 두 조건이 서로 동치이다.:20, (1.20)
- {\displaystyle M}이 뇌터 가군이다.
- {\displaystyle N}과 {\displaystyle M/N} 둘 다 뇌터 가군이다.

(아르틴 가군에 대해서도 유사한 조건이 성립한다.)
환 {\displaystyle R} 위의 왼쪽 가군 {\displaystyle M}에 대하여, 다음 두 조건이 서로 동치이다.:20, (1.19)
- {\displaystyle M}은 뇌터 가군이자 아르틴 가군이다.
- {\displaystyle M}은 유한한 길이의 합성열을 갖는다. 즉, {\displaystyle M_{0}\subsetneq M_{1}\subsetneq \cdots \subsetneq M_{k}=M}이 존재하며, {\displaystyle M_{i}/M_{i-1}}은 모두 단순 가군이다.

특히, 유한 집합인 가군은 항상 뇌터 가군이자 아르틴 가군이다.

### 뇌터 환의 성질
다음과 같은 함의 관계가 성립한다.
유한환 ⊊ 왼쪽 아르틴 환 ⊊ 왼쪽 뇌터 환
유한환 ⊊ 오른쪽 아르틴 환 ⊊ 오른쪽 뇌터 환
만약 {\displaystyle R}가 왼쪽 뇌터 환이라면, 다음 환들 역시 왼쪽 뇌터 환이다.
- (힐베르트 기저 정리) 유한 개의 변수에 대한 다항식환 {\displaystyle R[x_{1},x_{2},\dots ,x_{k}]}
- 임의의 양쪽 아이디얼 {\displaystyle {\mathfrak {a}}\vartriangleleft R}에 대하여, 몫환 {\displaystyle R/{\mathfrak {a}}}

만약 {\displaystyle R}가 뇌터 가환환이라면, 다음 가환환들 역시 뇌터 가환환이다.
- 형식적 멱급수환 {\displaystyle R[[x_{1},x_{2},\dots ,x_{k}]]}
- 임의의 곱셈 모노이드 {\displaystyle S\subseteq R}에 대하여, 국소화 {\displaystyle S^{-1}R}

환 {\displaystyle S}의 부분환 {\displaystyle R\subseteq S}가 주어졌으며, {\displaystyle R}가 가환환이며, {\displaystyle _{R}S}가 {\displaystyle R}-유한 생성 왼쪽 가군이라고 하자. 그렇다면 다음 두 조건이 서로 동치이다.
- {\displaystyle S}가 왼쪽 뇌터 환이다.
- {\displaystyle R}가 뇌터 환이다.

그러나 만약 {\displaystyle R}가 가환환이 아니라면 이는 성립하지 않을 수 있다.
뇌터 가환환의 경우, 크룰 높이 정리가 성립한다. 특히, 뇌터 가환환의 소 아이디얼들의 부분 순서 집합은 내림 사슬 조건을 만족시킨다. (그러나 이는 비가환 왼쪽 뇌터 환에 대하여 성립하지 않을 수 있다.)

### 뇌터 스킴의 성질
국소 뇌터 스킴의 줄기는 모두 뇌터 국소환이다.:55, Proposition 2.3.46(a) (그러나 그 역은 일반적으로 성립하지 않는다.) 국소 뇌터 스킴의 구조층은 (스스로 위의 가군층으로서) 연접층이다. 국소 뇌터 스킴은 항상 준분리 스킴이다 (즉, 국소 뇌터 스킴 {\displaystyle X}에 대하여, 유일한 스킴 사상 {\displaystyle X\to \operatorname {Spec} \mathbb {Z} }는 준분리 사상이다).
뇌터 스킴은 뇌터 공간이지만, 그 역은 일반적으로 성립하지 않는다.
{\displaystyle X}가 국소 뇌터 스킴일 때, 다음 스킴들은 국소 뇌터 스킴이다.
- {\displaystyle X} 위의 국소 유한형 스킴 {\displaystyle Y\to X}
- {\displaystyle X}의 닫힌 부분 스킴
- {\displaystyle X}의 열린 부분 스킴

{\displaystyle X}가 뇌터 스킴일 때, 다음 스킴들은 뇌터 스킴이다.
- {\displaystyle X} 위의 유한형 스킴 {\displaystyle Y\to X}[6]:96, Exercise 3.2.1
- {\displaystyle X}의 닫힌 부분 스킴[6]:55, Proposition 2.3.46(a)
- {\displaystyle X}의 열린 부분 스킴[6]:55, Proposition 2.3.46(a)

특히, 체 위의 대수다양체는 뇌터 스킴이다.

## 예
모든 데데킨트 정역은 뇌터 환이다. (따라서, 모든 주 아이디얼 정역, 유클리드 정역, 체, 이산 값매김환은 데데킨트 정역이므로 뇌터 가환환이다.) 모든 정칙 국소환은 뇌터 환이다.
반면, 뇌터 환이 아닌 유일 인수 분해 정역이나 뇌터 환이 아닌 값매김환이 존재한다.

### 뇌터 벡터 공간
체 {\displaystyle K} 위의 가군(벡터 공간)의 경우 다음 세 조건이 서로 동치이다.
- 뇌터 가군이다.
- 아르틴 가군이다.
- 유한 차원 벡터 공간이다.

### 뇌터 군환
임의의 군 {\displaystyle G} 및 환 {\displaystyle R}에 대하여, 군환 {\displaystyle R[G]}를 생각하자. 이는 환을 이루며, 만약 {\displaystyle R}가 가환환이라면 {\displaystyle R}-결합 대수를 이룬다. 만약 {\displaystyle R}가 가환환이라면, 다음 두 조건이 서로 동치이다.
- {\displaystyle R[G]}는 왼쪽 뇌터 환이다.
- {\displaystyle R[G]}는 오른쪽 뇌터 환이다.

이는 가환환 위의 군환의 경우, 왼쪽 아이디얼들과 오른쪽 아이디얼들이 {\displaystyle R}-결합 대수 준동형
{\displaystyle R[G]\to R[G]^{\operatorname {op} }}
{\displaystyle g\mapsto g^{-1}\qquad (\forall g\in G)}
에 따라 일대일 대응하기 때문이다. 임의의 군 {\displaystyle G} 및 환 {\displaystyle R}가 주어졌다고 하자. 만약 {\displaystyle R[G]}가 왼쪽·오른쪽·양쪽 뇌터 환이라면, {\displaystyle R}는 왼쪽·오른쪽·양쪽 뇌터 환이며, {\displaystyle G}는 뇌터 군이다. 반대로, 만약 {\displaystyle R}가 뇌터 가환환이며, {\displaystyle G}가 뇌터 가해군의 유한군에 의한 확대라면, {\displaystyle R[G]}는 양쪽 뇌터 환이다. 일반적인 뇌터 환과 뇌터 군 위의 군환은 뇌터 환이 아닐 수 있다. 사실, 다음 두 조건을 만족시키는 군 {\displaystyle G}가 존재한다.:423, Theorem 38.1
- {\displaystyle G}는 뇌터 군이다.
- 임의의 뇌터 가환환 {\displaystyle R}에 대하여, {\displaystyle R[G]}는 양쪽 뇌터 환이 아니다.

증명 (뇌터 군환의 환과 군의 뇌터성):
{\displaystyle R}가 환, {\displaystyle G}가 군이며, {\displaystyle R[G]}가 그 군환이라고 하자. 엄격하게 상승하는 {\displaystyle R}의 왼쪽 아이디얼들의 열
{\displaystyle {\mathfrak {a}}_{0}\subsetneq {\mathfrak {a}}_{1}\subsetneq {\mathfrak {a}}_{2}\subsetneq \cdots }
이 주어졌을 때,
{\displaystyle {\mathfrak {a}}_{0}[G]\subsetneq {\mathfrak {a}}_{1}[G]\subsetneq {\mathfrak {a}}_{2}[G]\subsetneq \cdots }
는 엄격하게 상승하는 {\displaystyle R[G]}의 왼쪽 아이디얼들의 열이다. 만약
{\displaystyle H_{0}\subsetneq H_{1}\subsetneq H_{2}\subsetneq \cdots }
가 엄격하게 상승하는 {\displaystyle G}의 부분군들의 열이라면,
{\displaystyle {\mathfrak {b}}_{0}\subsetneq {\mathfrak {b}}_{1}\subsetneq {\mathfrak {b}}_{2}\subsetneq \cdots }
{\displaystyle {\mathfrak {b}}_{i}=\left\{\sum _{g\in G}r_{g}g\in R[G]\colon \forall gH_{i}\in G/H_{i}\colon \sum _{h\in gH_{i}}r_{h}=0\right\}}
는 엄격하게 상승하는 {\displaystyle R[G]}의 왼쪽 아이디얼들의 열이다. 따라서, 만약 {\displaystyle R[G]}가 왼쪽 뇌터 환이라면, {\displaystyle R}는 엄격하게 상승하는 왼쪽 아이디얼들의 열을 갖지 않으며, {\displaystyle G}는 엄격하게 상승하는 부분군들의 열을 갖지 않는다. 즉, {\displaystyle R}는 왼쪽 뇌터 환이며, {\displaystyle G}는 뇌터 군이다.

### 뇌터 비트 환
표수 2가 아닌 체 {\displaystyle K}에 대하여, 다음 세 조건이 서로 동치이다.:32, Corollary 2.4
- 비트-그로텐디크 환 {\displaystyle \operatorname {WG} (K)}는 뇌터 가환환이다.
- 비트 환 {\displaystyle \operatorname {Witt} (K)}는 뇌터 가환환이다.
- 제곱 유군 {\displaystyle K^{\times }/(K^{\times })^{2}}은 유한군이다.

증명:
첫째 조건 ⇒ 둘째 조건. 뇌터 가환환의 몫환은 뇌터 가환환이다.
둘째 조건 ⇒ 셋째 조건. {\displaystyle \operatorname {Witt} (K)}가 뇌터 가환환이므로, 그 기본 아이디얼 {\displaystyle {\mathfrak {i}}(K)}는 유한 생성 {\displaystyle \operatorname {Witt} (K)}-가군이며, {\displaystyle {\mathfrak {i}}(K)/{\mathfrak {i}}(K)^{2}}는 유한 생성 {\displaystyle \operatorname {Witt} (K)/{\mathfrak {i}}(K)}-가군이다. 그런데 {\displaystyle {\mathfrak {i}}(K)}는 전사 환 준동형
{\displaystyle \operatorname {Witt} (K)\to \mathbb {Z} /(2)}
{\displaystyle (V,Q)\mapsto \dim _{K}V{\bmod {2}}}
의 핵이므로, {\displaystyle \operatorname {Witt} (K)/{\mathfrak {i}}(K)}는 {\displaystyle \mathbb {Z} /(2)}와 동형이다. 따라서, {\displaystyle {\mathfrak {i}}(K)/{\mathfrak {i}}(K)^{2}}는 유한 집합이다. 마찬가지로, 기본 아이디얼의 제곱 {\displaystyle {\mathfrak {i}}(K)^{2}}은 전사 환 준동형
{\displaystyle {\mathfrak {i}}(K)\to K^{\times }/(K^{\times })^{2}}
{\displaystyle (V,Q)\mapsto (-1)^{(\dim _{K}V)/2}\det Q}
의 핵이므로, {\displaystyle {\mathfrak {i}}(K)/{\mathfrak {i}}(K)^{2}}는 {\displaystyle K^{\times }/(K^{\times })^{2}}와 동형이며, {\displaystyle K^{\times }/(K^{\times })^{2}}는 유한군이다.
셋째 조건 ⇒ 첫째 조건. 표수 2가 아닌 체 위의 이차 형식은 항상 대각화 가능하므로, {\displaystyle \operatorname {WG} (K)}의 모든 원소는 1차원 이차 형식
{\displaystyle (K^{1},ax^{2})\qquad (a\in K^{\times }/(K^{\times })^{2})}
들 및 그 형식적 덧셈 역원
{\displaystyle -(K^{1},ax^{2})\qquad (a\in K^{\times }/(K^{\times })^{2})}
들의 합이다. 가정에 따라 {\displaystyle K^{\times }/(K^{\times })^{2}}이 유한군이므로, {\displaystyle \operatorname {WG} (K)}의 덧셈 아벨 군은 유한 생성 아벨 군이며, {\displaystyle \operatorname {WG} (K)}는 뇌터 가환환이다.

### 오른쪽 뇌터 환이 아닌 왼쪽 뇌터 환
무한 차수의 체의 확대
{\displaystyle L/K}
{\displaystyle \dim _{K}L\geq \aleph _{0}}
가 주어졌다고 하자. (예를 들어, {\displaystyle L/K=\mathbb {R} /\mathbb {Q} }를 잡을 수 있다.) 그렇다면 삼각환
{\displaystyle {\begin{pmatrix}L&L\\0&K\end{pmatrix}}=\left\{{\begin{pmatrix}a&b\\0&c\end{pmatrix}}\colon a,b\in L,\;c\in K\right\}}
를 생각하자. 이는 왼쪽 뇌터 환이자 왼쪽 아르틴 환이지만, 오른쪽 뇌터 환이나 오른쪽 아르틴 환이 아니다.:22, Corollary 1.24

### 뇌터 환의 부분환인 비뇌터 환
{\displaystyle D}가 뇌터 환이 아닌 임의의 정역이라고 하자. 그렇다면, 그 분수체 {\displaystyle \operatorname {Frac} (D)}는 (체이므로) 뇌터 환이며, {\displaystyle D}는 그 부분환이다.
삼각환 {\displaystyle R=({\begin{smallmatrix}\mathbb {Z} &\mathbb {Q} \\0&\mathbb {Q} \end{smallmatrix}})}은 오른쪽 뇌터 환이며, 양쪽 뇌터 환 {\displaystyle S=({\begin{smallmatrix}\mathbb {Q} &\mathbb {Q} \\0&\mathbb {Q} \end{smallmatrix}})}의 부분환이지만, 왼쪽 뇌터 환이 아니다.:20, Corollary 1.23)

### 뇌터 조건의 비국소성
임의의 무한 기수 {\displaystyle \kappa \geq \aleph _{0}}에 대한 직접곱 {\displaystyle R=\mathbb {F} _{2}^{\kappa }}을 생각하자. 이는 뇌터 환이 아니다. 반면, 임의의 소 아이디얼 {\displaystyle {\mathfrak {p}}\in \operatorname {Spec} R}에서의 국소화 {\displaystyle R_{\mathfrak {p}}\cong \mathbb {F} _{2}}는 뇌터 환이다.

## 역사
에미 뇌터는 1921년 논문에서 환의 아이디얼의 오름 사슬 조건을 분석하였다. 훗날 뇌터를 기념하여 이 환들이 "뇌터 환"으로 불리게 되었다.

## 같이 보기
- 뇌터 스킴
- 아르틴 환

## 참고 문헌
1. ↑  Faith, Carl (1973). 《Algebra: rings, modules, and categories I》. Die Grundlehren der mathematischen Wissenschaften (영어) 190. Springer-Verlag. doi:10.1007/978-3-642-80634-6. ISBN 978-3-642-80636-0. ISSN 0072-7830.
2. 1 2 3 4 5 6 7 8  Lam, Tsit-Yuen (2001). 《A first course in noncommutative rings》. Graduate Texts in Mathematics (영어) 131 2판. Springer. doi:10.1007/978-1-4419-8616-0. ISBN 978-0-387-95183-6. ISSN 0072-5285.
3. 1 2 3  Lam, Tsit-Yuen (1999). 《Lectures on modules and rings》. Graduate Texts in Mathematics No. 189 (영어). Springer. ISBN 978-0-387-98428-5. MR 1653294.
4. 1 2 3 4  Hartshorne, Robin (1977). 《Algebraic geometry》. Graduate Texts in Mathematics (영어) 52. Springer. doi:10.1007/978-1-4757-3849-0. ISBN 978-0-387-90244-9. ISSN 0072-5285. MR 0463157. Zbl 0367.14001.
5. ↑  Cohen, Irvin Sol (1950). “Commutative rings with restricted minimum condition”. 《Duke Mathematical Journal》 (영어) 17 (1): 27–42. doi:10.1215/S0012-7094-50-01704-2. ISSN 0012-7094. MR 0033276. Zbl 0041.36408.
6. 1 2 3 4 5  Liu, Qing (2006년 6월 29일). 《Algebraic geometry and arithmetic curves》. Oxford Graduate Texts in Mathematics (영어) 6. Reinie Erne 역 2판. Oxford University Press. ISBN 978-0-19-920249-2. MR 1917232. Zbl 1103.14001. 2016년 3월 5일에 원본 문서에서 보존된 문서. 2016년 5월 10일에 확인함.
7. ↑  Ol’shanskiĭ, Aleksandr Yur’evich (1991). 《Geometry of defining relations in groups》. Mathematics and Its Applications. Soviet Series (영어) 70. 번역 Bakhturin, Yu. A. Dordrecht: Kluwer Academic Publishers. doi:10.1007/978-94-011-3618-1. ISBN 978-0-7923-1394-6. ISSN 0169-6378. MR 1191619. Zbl 0732.20019.
8. ↑  Lam, Tsit-Yuen (2005). 《Introduction to quadratic forms over fields》. Graduate Studies in Mathematics (영어) 67. Providence, RI: American Mathematical Society. ISBN 978-0-8218-1095-8. ISSN 1065-7339. LCCN 2004062281. MR 2104929. Zbl 1068.11023.
9. ↑  Noether, Emmy (1921). “Idealtheorie in Ringbereichen”. 《Mathematische Annalen》 (독일어) 83 (1–2): 24–66. doi:10.1007/BF01464225. ISSN 0025-5831. 2015년 7월 12일에 원본 문서에서 보존된 문서. 2015년 4월 16일에 확인함.